# Eminlik, Niğde
Eminlik là một xã thuộc huyện Ulukışla, tỉnh Niğde, Thổ Nhĩ Kỳ. Dân số thời điểm năm 2011 là 437 người.